# Tour of the Great South Coast
Le Tour of the Great South Coast est une course cycliste par étapes australienne disputée dans l'État de Victoria. Créé en 2012, il ne fait pas partie de l'UCI Oceania Tour. Il est en revanche inscrit au calendrier du National Road Series.

## Palmarès
| Année | Vainqueur        | Deuxième            | Troisième           |
| ----- | ---------------- | ------------------- | ------------------- |
| 2012  | Anthony Giacoppo | Darren Lapthorne    | Neil Van der Ploeg  |
| 2013  | Sam Horgan       | Alexander Edmondson | Darren Lapthorne    |
| 2014  | Brenton Jones    | Jesse Kerrison      | Raphael Freienstein |
| 2015  | Patrick Bevin    | Raphael Freienstein | Michael Schweizer   |
| 2016  | Sam Crome        | Alexander Porter    | Benjamin Hill       |
| 2017  | Brad Evans       | Ryan Thomas         | Liam White          |
| 2018  | Ayden Toovey     | Raphael Freienstein | Nicholas White      |
| 2019  | Kelland O'Brien  | Raphael Freienstein | Sam Welsford        |